# Nicky Saliba

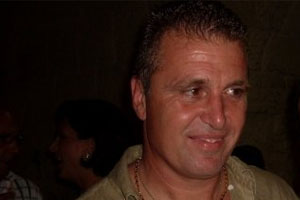
Nicky Saliba (2009)

Nicholas „Nicky“ Saliba (* 26. August 1966) ist ein ehemaliger maltesischer Fußballspieler, der im offensiven Mittelfeld agierte. Er war zweimal Fußballer des Jahres in Malta und führte den FC Valletta durch seine erste glorreiche Periode, in dem der Hauptstadtverein zahlreiche Titel gewann.

## Laufbahn

### Verein
Saliba begann seine Profikarriere 1983 beim Zweitligisten FC Msida Saint Joseph und wechselte 1987 zum Hauptstadtverein FC Valletta, bei dem er bis zum Ende seiner aktiven Laufbahn im Jahr 2003 unter Vertrag stand. Mit den Citizens gewann Saliba jeweils sechsmal die maltesische Fußballmeisterschaft und den Pokalwettbewerb sowie viermal den Supercup.

### Nationalmannschaft
Zwischen 1988 und 2001 bestritt Saliba insgesamt 68 Länderspieleinsätze für die maltesische Nationalmannschaft, in denen ihm vier Tore gelangen. Sein Debüt bestritt er am 23. November 1988 gegen Zypern (1:1), sein letztes Länderspiel am 14. November 2001 gegen Kanada (2:1). Seine Tore gelangen ihm in den Spielen gegen Lettland (1:0) am 26. Mai 1992, gegen Aserbaidschan (5:0) am 19. April 1994, gegen Albanien (2:1) am 16. August 1995 und gegen Jugoslawien (1:4) am 8. Juni 1999.

## Erfolge
- Maltesischer Meister: 1990, 1992, 1997, 1998, 1999, 2001
- Maltesischer Pokalsieger: 1991, 1995, 1996, 1997, 1999, 2001
- Maltesischer Supercup: 1995, 1997, 1998, 2001
- Maltesischer Fußballer des Jahres: 1992, 1999